# Leszek Drogosz

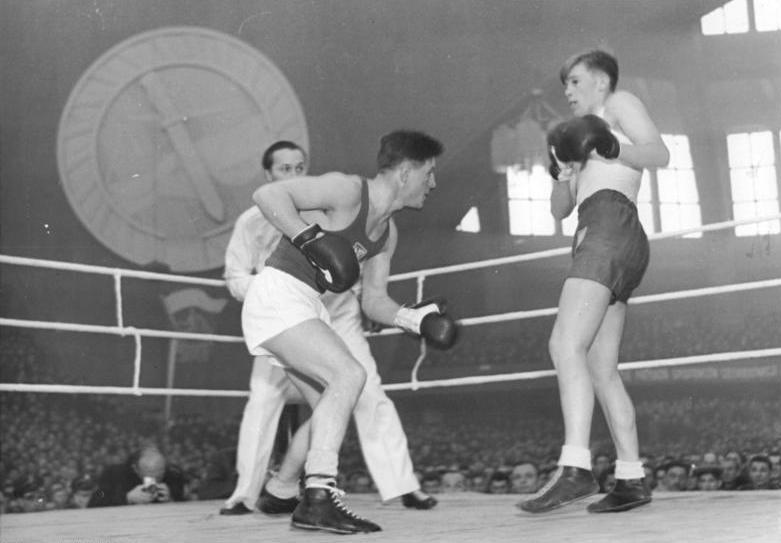
Leszek Drogosz (z prawej) w walce z mistrzem olimpijskim, Jánem Zacharą, 4 lipca 1952

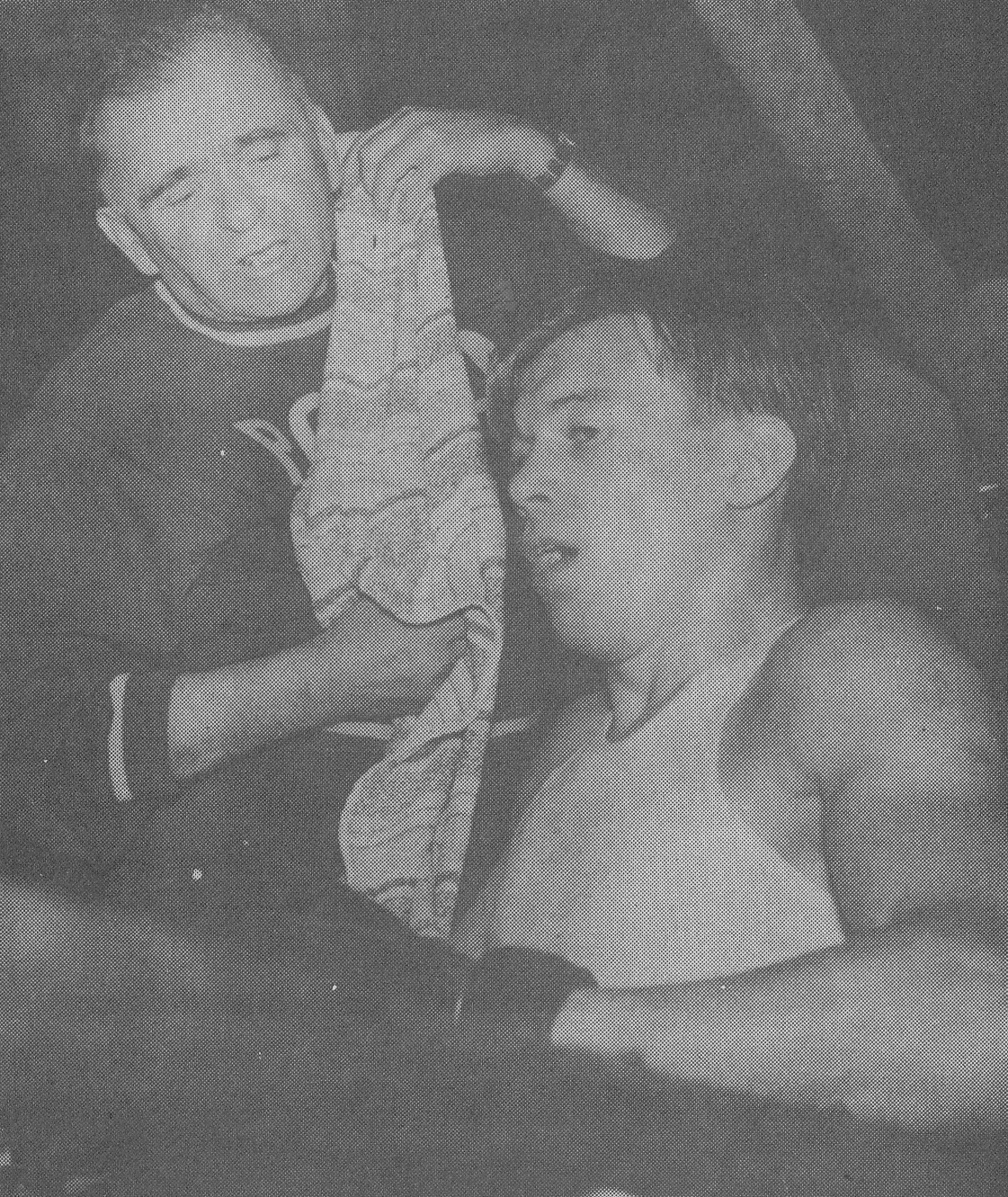
Na ringu z trenerem Feliksem Stammem

Leszek Melchior Drogosz (ur. 6 stycznia 1933 w Kielcach, zm. 7 września 2012 tamże) – polski bokser, trzykrotny mistrz Europy, brązowy medalista olimpijski, wielokrotny medalista mistrzostw Polski, zwany „Czarodziejem ringu”, aktor niezawodowy.

## Życiorys
Syn Stefana. Pierwsze treningi bokserskie rozpoczął w 1948 roku. Dwa lata później został w Szczecinie mistrzem Polski juniorów w wadze papierowej. W wieku 19 lat zadebiutował w barwach narodowych podczas międzypaństwowego meczu w Budapeszcie pomiędzy reprezentacją Polski a Węgrami. W nagrodę za dobrą postawę w walce z doświadczonym Solyomą otrzymał dzieła Włodzimierza Lenina i Karola Marksa.
W 1953 roku reprezentował Polskę podczas mistrzostw Europy w Warszawie. Walczył w wadze lekkopółśredniej – w pierwszym starciu pokonał po zaciętej walce Wiktora Miednowa, następnie zwyciężył Belga Marcela Van De Keere i Rumuna Francisca Ambrușa. W finale wygrał z Irlandczykiem Terrym Milliganem, zdobywając złoty medal. Sukces ten powtórzył dwa lata później w Berlinie Zachodnim, kiedy to po raz drugi został mistrzem kontynentu, pokonując w decydującej walce Węgra Pála Budaiego. Swój trzeci złoty medal mistrzostw Europy, tym razem już w wadze półśredniej, wywalczył w 1959 roku w Lucernie. W półfinale zwyciężył Bruno Guse z NRD, zaś w pojedynku finałowym wygrał z Włochem Carmelo Bossim.
Drogosz trzykrotnie reprezentował Polskę podczas igrzysk olimpijskich. W 1952 roku w Helsinkach dotarł do ćwierćfinału, w którym przegrał z późniejszym finalistą, Włochem Sergio Caprarim. Cztery lata później w Melbourne przegrał w pierwszej walce z reprezentującym ZSRR Ormianinem Władimirem Jengibarjanem. W 1960 roku wywalczył w Rzymie brązowy medal olimpijski w wadze półśredniej, przegrywając w półfinale wskutek kontrowersyjnego werdyktu z Jurijem Radoniakiem z ZSRR.
Reprezentował barwy Stali SHL Kielce, Legii Warszawa (z którą trzykrotnie w latach 1954–1956 zdobył drużynowe mistrzostwo Polski), ŁTS Łabędy i Błękitnych Kielce. Osiem razy wywalczył tytuł indywidualnego mistrza kraju: 1953 (waga lekkopółśrednia), 1954, 1955, 1958, 1960, 1961, 1964 i 1967 (waga średnia).
W latach 1952–1960 wystąpił 33 razy w reprezentacji Polski, wygrywając 31 razy i dwa razy przegrywając. Stoczył w ringu 377 walk, z których wygrał 363 i przegrał 14. Po zakończeniu kariery bokserskiej był trenerem Błękitnych Kielce i Igloopolu Dębica. Jego wychowankami byli m.in. dwukrotny medalista mistrzostw Europy i olimpijczyk Witold Stachurski oraz Alfons Stawski, olimpijczyk, późniejszy trener Błękitnych Kielce.
W latach 1952–1956 należał do ZMP, a od 1956 roku do PZPR. Ponadto w latach 1990–1994 Drogosz był radnym kieleckiej rady miasta.
Zwycięzca (nadzwyczajnego, gdyż przeprowadzonego dopiero w 1988) plebiscytu na najlepszego sportowca Polski „Przeglądu Sportowego” w 1953. W 1954 roku otrzymał tytuł Zasłużonego Mistrza Sportu, zaś w 1996 roku Zasłużonego Działacza Kultury Fizycznej. W 1971 roku został wybrany do grona „Honorowej Trybuny Trenerów”, dziesięciu najlepszych trenerów-wychowawców w Polsce w akcji ZMS, PKOl i redakcji „Sztandaru Młodych” (1971). Został odznaczony Złotym Krzyżem Zasługi (1953, za zasługi i osiągnięcia w dziedzinie kultury fizycznej i sportu), Krzyżem Kawalerskim (1960) i Oficerskim (2001) Orderu Odrodzenia Polski, Brązowym Odznaczeniem im. Janka Krasickiego (1971), Medalem 40-lecia Polski Ludowej, Medalem 30-lecia Polski Ludowej. Siedmiokrotnie – w 1952, 1953, 1958, 1959, 1961, 1962 i 1966 – został wybrany najpopularniejszym sportowcem Kielecczyzny w plebiscycie „Słowa Ludu”. Na początku 2001 roku zajął pierwsze miejsce w konkursie „Echa Dnia” na najlepszego sportowca województwa kieleckiego XX wieku. Jego brat, Henryk, był motocyklistą.
Zmarł w domu 7 września 2012 roku z powodu nowotworu. 13 września 2012 roku został pochowany na cmentarzu Nowym w Kielcach.
Jedna z kieleckich ulic nosi od 2014 roku imię Leszka Drogosza.

## Kariera aktorska
Jeszcze w trakcie kariery sportowej zaczął występować w filmach. Zadebiutował w 1966 roku w filmie Bokser, w którym zagrał pięściarza Jacka Walczaka. Po wejściu na ekrany tego filmu, będący zawodnikiem Błękitnych Kielce Drogosz decyzją Polskiego Związku Bokserskiego otrzymał zakaz walk w boksie amatorskim, opierając się na przepisach AIBA, wzbraniających występów w zawodach amatorskich pięściarzom, którzy zagrali w filmie i otrzymali za to gratyfikację finansową. Wystąpił także m.in. w dwóch produkcjach Andrzeja Wajdy – Polowaniu na muchy oraz Krajobrazie po bitwie. Zagrał również w serialach 6 milionów sekund i Dwie strony medalu.

### Filmografia
- 1966: Bokser – bokser Jarek Walczak
- 1969: Znaki na drodze – Stefan Jaksonek
- 1969: Polowanie na muchy – milicjant
- 1969: Co jest w człowieku w środku – porucznik MO
- 1970: Martwa fala – radiotelegrafista Karol
- 1970: Krajobraz po bitwie – Tolek
- 1971: Kryształ – trener
- 1971: Brylanty pani Zuzy – łącznik oczekiwany przez szajkę
- 1977: Sam na sam – milicjant
- 1983: 6 milionów sekund – wujek
- 1985: Sam pośród swoich – bokser Janusz Dolak
- 1997: Pokój 107 – trener Marzeny
- 2007: Dwie strony medalu – gra samego siebie (odcinki 40 i 45)
- 2009: Moja krew – bokser